# Chambre de commerce et d'industrie de région Nouvelle-Aquitaine
La chambre de commerce et d'industrie de région Nouvelle-Aquitaine a son siège à Bordeaux au 2, place de la Bourse.

## Mission
La chambre de commerce et d'industrie Nouvelle-Aquitaine est une CCI régionale. C'est un établissement public administré par des chefs d'entreprises élus par leurs pairs créé par décret du 11 avril 2016 par la réunion des CCI de région Aquitaine, Limousin et Poitou-Charentes . Entrée en fonction le 1er janvier 2017 elle est présidée par Jean-François Clédel, et ses services sont dirigés par Benoît Cuisinier-Raynal.
Elle est un organisme chargé de représenter les intérêts des entreprises commerciales, industrielles et de services de la région Nouvelle-Aquitaine et de leur apporter divers  services notamment l'appui à l'international des entreprises.
Elle coordonne les actions de niveau régional des quatorze CCI de la région Nouvelle-Aquitaine.
Comme tous les établissements publics de l'État, elle est placée sous la tutelle du préfet de la région Nouvelle-Aquitaine.

## CCI en faisant partie
Les quatorze CCI de la CCI régionale sont les suivantes :
- chambre de commerce et d'industrie de la Charente
- Chambre de commerce et d'industrie de Charente-Maritime
- chambre de commerce et d'industrie de la Corrèze
- chambre de commerce et d'industrie de la Creuse
- chambre de commerce et d'industrie de la Dordogne
- chambre de commerce et d'industrie Bordeaux Gironde
- chambre de commerce et d'industrie des Landes
- chambre de commerce et d'industrie de Lot-et-Garonne
- chambre de commerce et d'industrie Pau Béarn
- chambre de commerce et d'industrie de Bayonne Pays basque
- chambre de commerce et d'industrie des Deux-Sèvres
- chambre de commerce et d'industrie de la Vienne
- chambre de commerce et d'industrie de Limoges et de la Haute-Vienne

## Pour approfondir